# 読売テレビ制作日曜朝7時枠のアニメ
読売テレビ制作日曜朝7時枠のアニメ（よみうりテレビせいさくにちようあさしちじわくのアニメ）は、読売テレビが制作し、日本テレビ系列（NNS加盟29局）にて2009年4月5日から2013年3月31日まで毎週日曜7:00 - 7:30（JST）に放送されていたテレビアニメの作品一覧である。

## 概要
日本テレビ系列の2009年4月改編において、平日19時台に帯番組『サプライズ』の放送開始に伴い、同年3月まで月曜19:00 - 20:00に放送されていた『アニメ☆7』（従来の前半枠と後半枠とが統合されたアニメ枠）は分割され、それぞれ日曜7時台前半枠と土曜18:00 - 18:30に移動することになった。
日曜日に在阪局制作で7時台前半枠に放送の全日帯アニメは毎日放送制作で、毎日放送・TBS系全国ネットの『交響詩篇エウレカセブン』が2006年4月に終了して以来3年ぶりで、日本テレビ系列で日曜日に読売テレビの制作で全国ネットの番組は、19時台前半に放送されていた『おしえて!ガリレオ』が1994年3月に終了して以来15年ぶりである。
第4作『宇宙兄弟』放送中の2013年4月改編で本枠は土曜17:30 - 18:00に移動し、土曜18:00 - 18:30に移っていた読売テレビ制作アニメ枠と再び連続することになった。フジテレビ系列とのクロスネット局であるテレビ大分は土曜17時台後半枠にて『FNNスーパーニュースWEEKEND』の放送を優先するため、この時点をもって同時ネットから外れ、引き続き同じ枠で他局から1日遅れネットで放送する。

## 作品リスト
| 作品名                                                     | 放送期間                      | 話数              | 備考 |
| ---------------------------------------------------------- | ----------------------------- | ----------------- | --- |
| ※これ以前は「読売テレビ制作月曜夜7時台枠のアニメ」を参照。 |                               |                   | |
| ヤッターマン （第36話 - 第60話）                           | 2009年4月5日 - 9月27日        | 25話 （全60話中） | 2009年よりアニメ☆7後半枠（月曜19:30 - 20:00）から移動 （開始当初 - 2008年10月は月曜19:00 - 19:30で放送）。                                                                                        |
| 夢色パティシエール                                         | 2009年10月4日 - 2010年9月26日 | 全50話            | 読売テレビ制作の全国ネット放送では 94年の『魔法騎士レイアース』以来15年ぶりの少女漫画原作。 本枠では唯一のアニマックス未放送作品（2013年4月時点。衛星波ではディズニー・チャンネルで放送された）。 |
| 夢色パティシエール SPプロフェッショナル                    | 2010年10月3日 - 12月26日      | 全13話            | 前作の続編として製作された。 |
| べるぜバブ                                                 | 2011年1月9日 - 2012年3月25日  | 全60話            | 読売テレビ制作では91年の『シティーハンター '91』 以来の20年ぶりの『週刊少年ジャンプ』連載の作品原作。 この作品以降、ソニーミュージック所属のアーティストが主題歌を担当する。                      |
| 宇宙兄弟 （第1話 - 第51話）                                | 2012年4月1日 - 2013年3月31日  | 51話 （全99話中） | 読売テレビ制作かつ本枠（前身の月曜19:00 - 19:30枠も含む）では 96年の『バケツでごはん』以来16年ぶりの青年漫画原作、 97年の『金田一少年の事件簿』以来15年ぶりの講談社作品原作。                     |
| ※アニメ枠廃止、本枠は土曜17:30枠へ移動                     |                               |                   | |

## その他
- テレビ宮崎では、前身の月曜19:00 - 19:30枠を含めても『金田一少年の事件簿』を除き放送していなかったが、2013年7月から8月の学校夏期休暇期間中に『ヤッターマン』を全話ではないが放送した。同局はフジテレビ系列の旧作も放送した実績がある。
- 枠消滅後、2021年12月26日に7:30から関西ローカルかつ2時間枠ではあるが「名探偵コナン」の「ウェディングイブ（前後編）」と「キッドVS高明 狙われた唇（前後編）」の再放送が、2023年12月31日には同じく関西ローカルかつ2時間枠ではあるが「今からでも間に合う！「め組の大吾 救国のオレンジ」傑作選」の放送が行われた。